# ダシール・ハメット
サミュエル・ダシール・ハメット（Samuel Dashiell Hammett [ˈdæʃiəl / ˈdæʃəl / dæˈʃiːl ˈhæmɪt]、1894年5月27日 - 1961年1月10日） は、アメリカのミステリ作家。推理小説の世界にいわゆるハードボイルドスタイルを確立した代表的な人物である。代表作は『血の収穫』『マルタの鷹』。サム・スペードやコンチネンタル・オプなどの探偵を創造した。
ハメットは最高の推理作家の1人とされており、『ニューヨーク・タイムズ』の死亡記事では「ハードボイルド派探偵小説界の長老」と評され、『タイム』誌では1923年から2005年までの英語の小説ベスト100に『血の収穫』を選んでいる。
国際推理作家協会はハメットの業績を称え、ダシール・ハメット国際推理小説賞を制定し、スペイン語で書かれた最も優れた推理小説の表彰を行っている。また、同協会の北米支部は独自に「ハメット賞（The Hammett Prize）」を制定し、1992年より毎年、アメリカもしくはカナダ人作家を対象としてノミネートされた作品から最優秀1作を選定している。ほかに、北欧支部のスカンジナヴィア推理作家協会でも、ハメットの作品タイトルにちなんだガラスの鍵賞を制定し、北欧の最優秀作品を毎年選定している。

## 生い立ち
メリーランド州セントメリー郡にあった Hopewell and Aim という農場で生まれる。父はリチャード・トーマス・ハメット、母はアン・ボンド・ダシールである。母はメリーランドの旧家出身で、フランスの姓である de Chiel を英語化した姓を名乗っていた。ハメットは洗礼を受けてカトリック教徒となり、フィラデルフィアとボルチモアで育った。通称はサム (Sam) で、13歳で学校を離れていくつかの職を転々とし、アメリカ屈指の探偵会社であるピンカートン探偵社にたどり着いた。1915年から1922年2月までピンカートンで探偵として働いたが、一時期第一次世界大戦で休職している。ピンカートン探偵社はこのころ「スト破り」を請け負っており、そのことで探偵という職業に抱いていた幻想を捨てることになった。
1918年にはアメリカ陸軍に所属しており、衛生隊で働いた。しかしスペインかぜに罹り、結核を患うことになった。そのため陸軍では大部分をワシントン州タコマの病院で患者として過ごすことになった。その病院でジョセフィン・ドランという看護婦と出会い、後に結婚している。

## 結婚と家族
ドランと結婚し、2人の娘メアリー・ジェーン（1921年10月15日生まれ）とジョセフィン（1926年生まれ）をもうけた。次女が生まれた直後、結核が乳幼児に感染する可能性があると指摘され、家族と同居できなくなった。そこで妻ジョセフィンがサンフランシスコに家を借りて住み、ハメットが週末に訪問するという形をとった。この結婚生活はうまくいかず、間もなく破綻することになったが、ハメットは執筆で得た収入から養育費を払い続けた。

## 経歴
ピンカートンでの探偵としての経験を生かした真に迫った描写で知られている。ハメットは「全ての登場人物は私が個人的に知っている人々をベースにしている」と述べている。
広告の仕事のかたわら、1922年から推理小説雑誌『ブラック・マスク』誌に短編推理小説の執筆を開始。同誌の看板作家の一人となったのち、専業作家となった。彼の作品の大部分は1920年代、サンフランシスコに住んでいたころに書かれており、サンフランシスコの通りや地名がよく出てくる。「報告書のように簡潔な」筆致で、登場人物の行動を描く彼のハードボイルドスタイルは、この頃に確立されている。当時の初期作品にしばしば登場したのが、小太りのコンチネンタル探偵社の調査員（オペラティヴ）、通称「コンチネンタル・オプ」である。
1929年には『血の収穫』、続いて『デイン家の呪い』とコンチネンタル・オプものの長編を送り出した。特に『血の収穫』は壮絶なバイオレンスドラマで、その後のアクション小説・映画に多大な影響を与えた。
1929年に『ブラック・マスク』誌に連載され、翌年単行本となった『マルタの鷹』は、ハメットのもっとも有名な作品である。サンフランシスコの私立探偵サム・スペードが真相追求のために行動する姿を完全客観のカメラアイスタイルで描き、後続のハードボイルド作家の範とされる。
また、1931年の長編『ガラスの鍵』は、賭博師ネド・ボーモントを主人公に錯綜した事件を描いた作品で、やはり厳しい客観筆致で描かれており、ハメット自身がもっとも愛した作品であった。この2作はとりわけ後世の評価が高い。
1934年には、やや通俗的なタッチで夫婦探偵の活躍を描いた『影なき男』を書き、これは大衆からも人気を博した。

## 後半生
1929年から1930年にかけて、女流推理作家ネル・マーティンと付き合っている。『ガラスの鍵』は献辞でネル・マーティンに捧げられており、ネル・マーティンの Lovers Should Marry という作品はハメットに捧げられている。
1931年、劇作家リリアン・ヘルマンと出会い、その後30年間を共に過ごすことになった。その関係は映画『ジュリア』で描かれており、ハメットはジェイソン・ロバーズ（アカデミー助演男優賞受賞）、ヘルマンはジェーン・フォンダが演じている。
その後のハメットは、自作の映画化で収入が得られるようになったこともあってか、創作意欲は衰えている（ただし、後半生を共に過ごしたリリアン・ヘルマンはこの一般的な見解に対して否定的である。彼女によると、執筆活動はずっと続けていたが、作品を完成させることができなかった。何故、完成させられなかったのかは分からないと、自らの自伝で述べている）。
1934年に最後の長編を書き、その後は左翼の積極行動主義に生涯を捧げることになった。労働者の実態をよく知るが故に、ハメットは労働運動にも強い共感を持っていた。1930年代を通して反ファシズムの立場をとり、1937年にはアメリカ共産党に参加している。アメリカ作家連盟の一員として（1941年には会長を務めた）、独ソ不可侵条約が結ばれていた1940年1月に同連盟に設置された Keep America Out of War Committee の委員を務めた。しかし1941年夏にドイツがソ連に侵攻すると、同連盟は反戦の姿勢を改めた。

### 第二次世界大戦
真珠湾攻撃による太平洋戦争勃発後の1942年、彼は陸軍に志願した。第一次世界大戦で結核を患った犠牲者であり、共産主義者だったが、従軍が認められるよう働きかけた。戦時中のほとんどをアリューシャン列島で陸軍の新聞を作る下士官（軍曹）として過ごした。1943年、上官の命で伍長ロバート・コロドニーと共に The Battle of the Aleutians を執筆した。その後肺気腫で除隊している。

### 戦後の政治活動
戦後は政治活動に戻ったが、かつてほど熱心ではなかった。1946年6月5日、公民権議会 (Civil Rights Congress)  (CRC) の議長に選ばれ、その後はCRCの活動に注力するようになった。1946年、CRCは政治犯被告の釈放のための保釈基金を創設。1947年4月3日、大統領ハリー・S・トルーマンの命により司法長官がCRCを共産主義団体に指定した。

#### 懲役とブラックリスト
1949年11月4日、CRCの保釈基金がアメリカ合衆国連邦政府の転覆を図ったとして共謀罪で捕らえられた11人の保釈に使われたことで、アメリカ中の注目を集める事態となる。1951年7月2日、弁護側の敗訴が濃厚になると、被告のうち4人が逃亡。裁判所は逃亡者への召喚状をCRCの評議員に送った。1951年7月9日、ハメットは裁判所に出廷して証言した。ハメットに質問したのはタイム誌が「共産主義者を狩りたてるアメリカ一の法律家」と評した検事 Irving Saypol だった。このとき政府側は保釈基金に寄付した人々が逃亡者をかくまっている可能性があるとして、そのリストを提出することを要求したが、ハメットはそれを拒み続けた。ハメットはアメリカ合衆国憲法修正第5条を盾に質問に答えることを拒否し、CRCの文書にある彼の署名やイニシャルを識別することさえ断わった。その結果、法廷侮辱罪で訴えられ、有罪の判決が下された。ハメットはウェストバージニア連邦刑務所で服役し、リリアン・ヘルマンによれば トイレ掃除をさせられたという。
1950年代には、上院議員ジョセフ・マッカーシーによる共産主義のアメリカ社会と政治への影響を調査する試みの一環として、議会に調査された。1953年3月26日、上院の委員会で証言させられたが、委員会への協力を拒んだためブラックリストに載せられることになった。

## 死

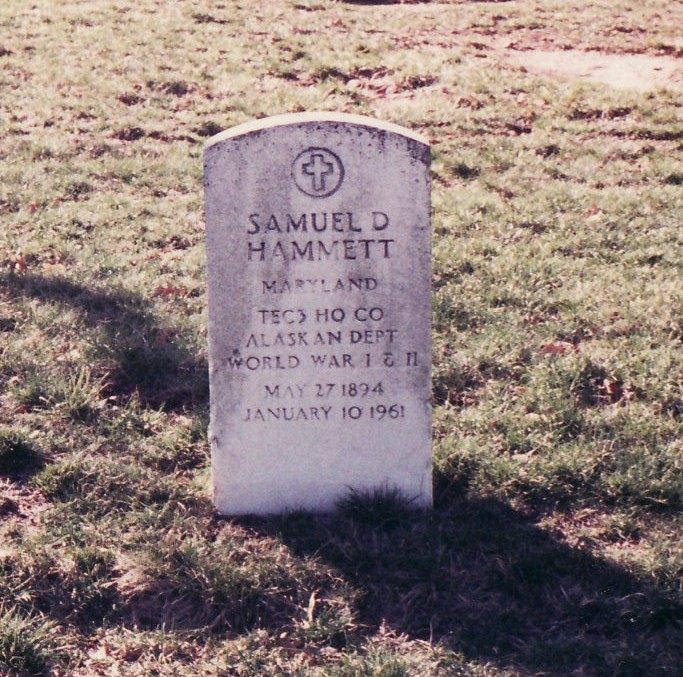
アーリントン国立墓地にあるハメットの墓

第一次世界大戦で感染した結核は、その後の飲酒と喫煙で悪化していった。ヘルマンによれば、服役でさらにやせ細って病気が悪化したという。Tulip と題した長編にとりかかったものの、病状が悪化していったため完成させることはできなかった。
ダイアン・ジョンスン著『ダシール・ハメットの生涯』（小鷹信光訳、早川書房）にはFBIがダシール・ハメットについてまとめた1957年4月5日付けの調査報告書が紹介されており、その記載からは晩年のハメットの困窮ぶりがうかがえる。
ヘルマンによれば、1950年代には「隠者」のような生活を送っていた。最終的には1人で生活することが困難になり、最晩年の4年間はヘルマンが同居して世話をした。
1961年1月10日、ニューヨークの病院で肺癌のため亡くなった。癌と判明してからわずか2カ月後のことだった。2つの世界大戦に従軍した退役軍人として、アーリントン国立墓地に埋葬された。

## 作品

### 長編小説
※『影なき男』以外の長編は、雑誌に3回から5回に分け連載されたものである。
- Red Harvest, 1929
  - 赤い収穫　砧一郎訳、ハヤカワ・ミステリ、1953年
  - 血の収穫　田中西二郎訳、東京創元社、1956年
  - 血の収穫　能島武文訳、新潮文庫、1960年
  - 血の収穫　河野一郎訳、中公文庫、1977年
  - 血の収穫　田中小実昌訳、講談社文庫、1978年
  - 赤い収穫　小鷹信光訳、ハヤカワ・ミステリ文庫、1988年
  - 血の収穫　田口俊樹訳、創元推理文庫、2019年
- The Dain Curse, 1929
  - デイン家の呪　村上啓夫訳、日本出版協同、1953年
  - デイン家の呪い　小鷹信光訳、ハヤカワ・ミステリ文庫、2009年
- The Maltese Falcon, 1930
  - マルタの鷹　砧一郎訳、ハヤカワ・ミステリ、1954年
  - マルタの鷹　田中西二郎訳、新潮社・探偵小説文庫、1956年
  - マルタの鷹　村上啓夫訳、創元推理文庫、1961年
  - マルタの鷹　石一郎訳、角川文庫、1963年
  - マルタの鷹　小鷹信光訳、ハヤカワ・ミステリ文庫、1988年、改訳版2012年
  - マルタの鷹　田口俊樹訳、創元推理文庫（新訳版）、2025年

児童書
  - マルタの鷹　久米みのる訳、集英社ジュニア版世界の推理、1972年
  - マルタの鷹　亀山竜樹訳、あかね書房、1973年
  - マルタの鷹　福島正美訳、文研出版、1977年

- The Glass Key, 1931
  - ガラスの鍵　砧一郎訳、ハヤカワ・ミステリ、1954年
  - ガラスの鍵　大久保康雄訳、創元推理文庫、1960年
  - ガラスの鍵　小鷹信光訳、ハヤカワ・ミステリ文庫、1993年
  - ガラスの鍵　池田真紀子訳、光文社古典新訳文庫、2010年
- Woman in the Dark, 1933
  - 暗闇から來た女　吉岡龍訳、『新青年』第15巻第10号、1934年
  - 暗闇から来た女　乾信一郎訳、『別冊宝石』通巻79号、1958年
  - 闇の中から来た女　船戸与一訳、集英社、1991年
- The Thin Man, 1934
  - 影のない男　大門一男訳、『スタア』通巻15-16号、1934年
  - 影なき男　砧一郎訳、おんどり・みすてりい、1950年
  - 影なき男　小鷹信光訳、ハヤカワ・ミステリ文庫、1991年

### 短編集
※70以上の短編があり、多くの短編集が刊行されている。
- Nightmare Town, 1948
  - 悪夢の街　エラリイ・クイーン編、井上一夫他訳、ハヤカワ・ミステリ、1961年
- The Continental Op, 1974
  - コンチネンタル・オプ　スティーブン・マーカス編、小鷹信光他訳、立風書房、1978年

下記は独自の編訳版
- 探偵コンティネンタル・オプ　砧一郎訳、六興出版、1957年。ハヤカワ・ミステリ、1976年
- ハメット傑作集1 - フェアウェルの殺人　稲葉明雄訳、創元推理文庫、1972年
- ハメット傑作集2 - スペイドという男　稲葉明雄訳、創元推理文庫、1976年
- 死刑は一回でたくさん　各務三郎編、田中融二訳、講談社文庫、1979年
- ブラッド・マネー　小鷹信光訳、河出文庫、1988年
- コンチネンタル・オプの事件簿　小鷹信光編訳、ハヤカワ・ミステリ文庫、1994年
- コンチネンタル・オプ　稲葉明雄訳、集英社文庫、1997年
- 血の収穫　河野一郎他訳、嶋中書店、2005年
- チューリップ：ダシール・ハメット中短篇集　小鷹信光・編訳解説、草思社、2015年

### ジュブナイル
- 毒には毒を／山のにせ札事件（ミステリ・ベストセラーズ）　亀山龍樹訳、鶴書房盛光社

刊行年不記載、「山のにせ札事件」の方はチャンドラーの作品
- 私立探偵ラッシュ（フォア文庫、原題：The Assistant Murderer）　青木日出夫訳・西川おさむ画、岩崎書店、1991年
- 暴力のまち（海外SFミステリー傑作選、原題：Corkscrew）　内田庶訳、国土社、1995年

### 他の著作
- Creeps by Night; Chills and Thrills, 1931 - ハメットが編纂した怪奇小説のアンソロジー
- Secret Agent X-9, 1934 - ハメットが原作を書いた新聞連載漫画の単行本化

## 映画
ハメットの長編小説は、1930年代から1940年代にかけて映画化されている。
マルタの鷹
ワーナー・ブラザースが映画化権を取り、1931年と1936年の2度にわたって映画化したがヒットしなかった。
ワーナー社は1941年に3度目の映画化を行った。ジョン・ヒューストンの初監督作品で、公式には、ハンフリー・ボガートの初主演作である。ボガート扮するスペードの厳しい演技、ヒューストンの原作に忠実な脚本と切れ味の鋭い演出、そして多彩な脇役陣とが相まって、歴史に残る名作となった。
このヒューストン版があまりに傑出していたため、以後『マルタの鷹』は映画化されていない。
ガラスの鍵
1942年のリメイク版が有名。スチュアート・ヘイスラーが監督、脚本は『ブラック・マスク』出身の推理作家でハメットとも親交のあったジョナサン・ラティマー。主演アラン・ラッド、共演ヴェロニカ・レイク。
影なき男
1934年にW・S・ヴァン・ダイクJr監督で映画化。ウィリアム・パウエルとマーナ・ロイがおしどり探偵役で主演し、続編が作られるほどのヒット作となった。
黒澤明の映画『用心棒』（1961年）は、モチーフを『血の収穫』から得ている。
1983年の映画『ハメット』は、ヴィム・ヴェンダースの監督作品で、原作はハメットファンの作家ジョー・ゴアズ。ダシール・ハメットその人を探偵役に異様な物語が展開される。ハメット役のフレデリック・フォレストは、ハメットそっくりに扮して出演。

## 書誌情報
- Mundell, E.H. A List of the Original Appearances of Dashiell Hammett's Magazine Work, 1968, The Kent State University, Ohio.
- Layman, Richard. Dashiell Hammett: A Descriptive Bibliography, 1979, Pittsburgh Series in Bibliography, University of Pittsburgh Press.
- Lovisi, Gary. Dashiell Hammett and Raymond Chandler: A Checklist and Bibliography of Their Paperback Appearances, 1994, Gryphon Books.